# Democracia en Venezuela

Venezuela en el Índice de democracia de 2022 de The Economist. Calificó con un margen de 2.01/3.00 del 1 al 10, un «régimen autoritario».

La democracia en Venezuela se refiere al sistema de gobernanza imperante desde la fundación de la república, cuando se elegía al presidente a través del Congreso (elección indirecta), durante el siglo XIX y XX, y con elección directa a nivel presidencial continua desde 1958, y a nivel regional desde 1989. La democracia como sistema de gobierno ha tenido una historia interrumpida por múltiples revoluciones, así como varios golpes y autogolpes de Estado, algunos dados en nombre de la propia democracia o la salvación de la república.

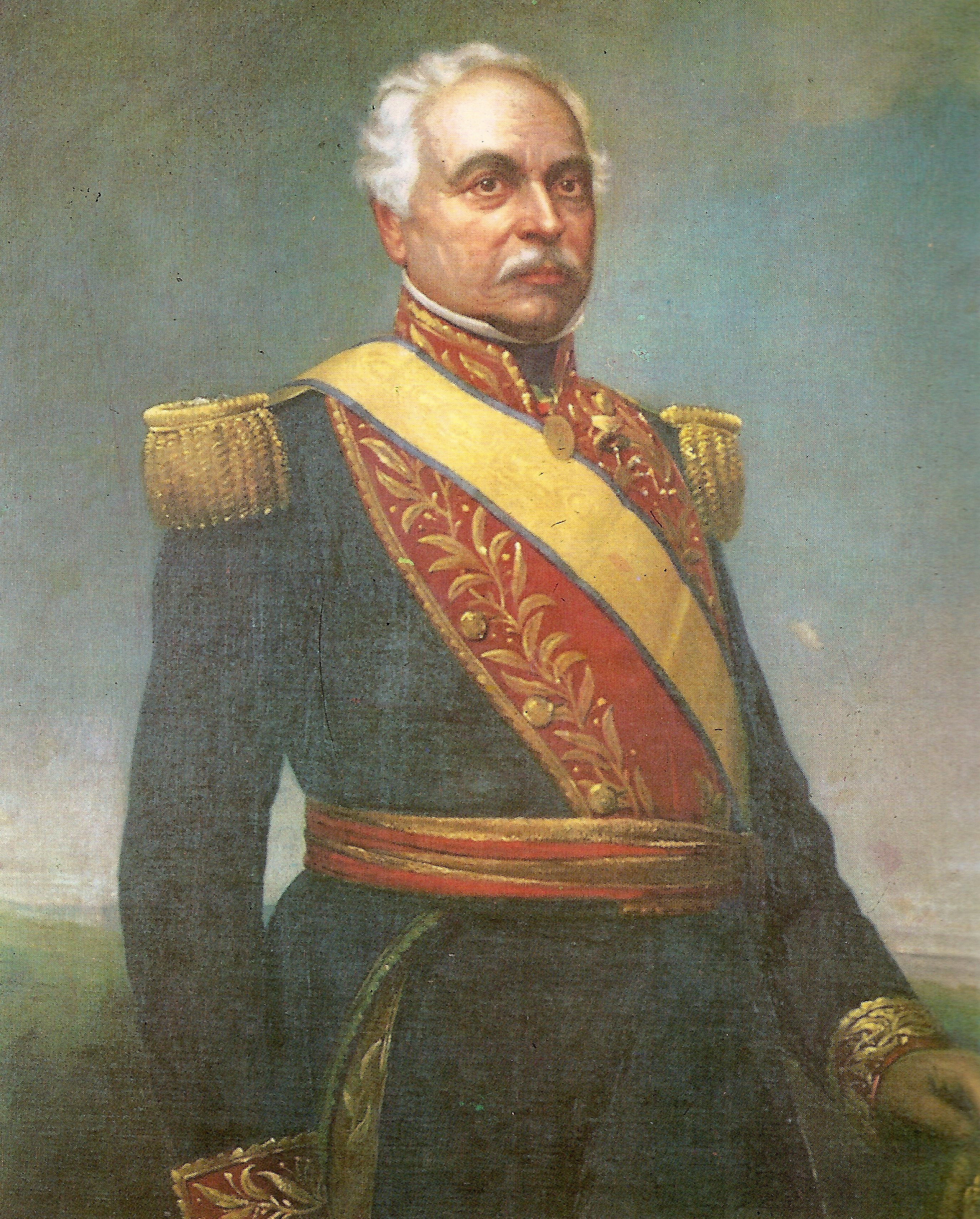
José Antonio Páez fue el primer presidente de la actual república de Venezuela, electo por voto indirecto en 1831.

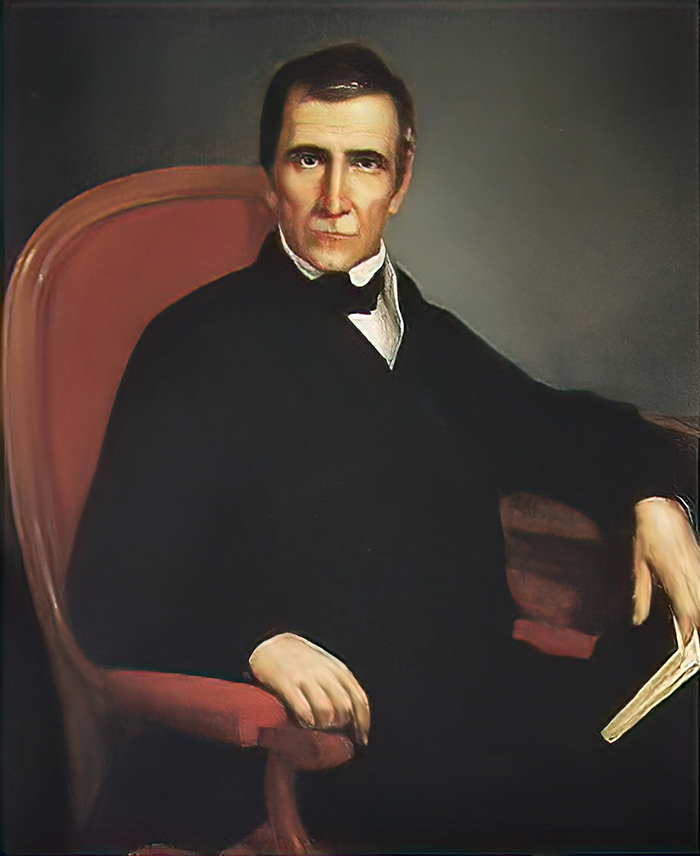
José María Vargas fue el primer civil en ser electo presidente.

Los líderes independentistas Simón Bolívar y José Antonio Páez, primer presidente de la Gran Colombia y de Venezuela, respectivamente, tuvieron ambos gobiernos democráticos electos bajo voto indirecto y dictaduras impuestas en contextos de políticos de guerra. Páez estableció el Partido Conservador como primera fuerza política hasta su salida definitiva en 1863 y el ascenso del Partido Liberal. Según el historiador Tomás Straka, desde 1830 se ha votado continuamente, pero no todas las elecciones han sido consideradas justas, habiendo consenso en que el modelo fue democrático desde el principio, en 1830-1846, iniciándose a partir de 1870 con Antonio Guzmán Blanco siete décadas de autoritarismo; siendo las elecciones del período 1874-1893 y 1898-1936 fraudulentas y/o no democráticas. Lo mismo aplica para el período 1948-1958. El historiador Elías Pino Iturrieta sostiene que la democracia venezolana tuvo sus inicios en 1945-1948 y fue restaurada en 1958.

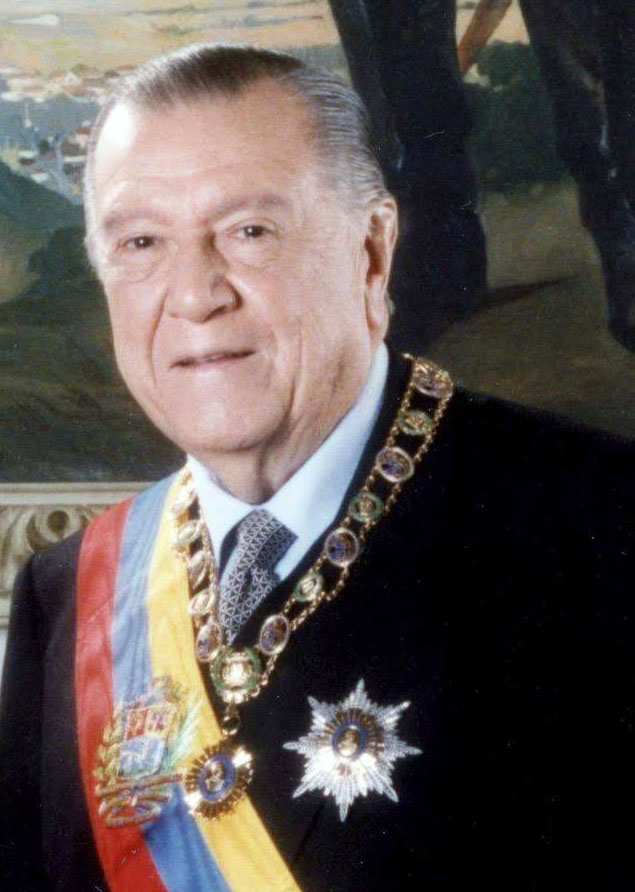
Rafael Caldera fue el presidente que más tiempo gobernó democráticamente durante el, durante diez años no consecutivos.

Venezuela consolidó un sistema democrático de voto directo que derivó en un sistema bipartidista entre Acción Democrática y Copei entre 1958 y 1993,  caracterizado por el mandato de civiles. Para 1977, Venezuela era, junto a Colombia y Costa Rica, una de las tres únicas democracias en América Latina.  Después del golpe de Estado contra el dictador Marcos Pérez Jiménez, entre 1958 y 2001 ningún golpe de Estado se concretó en el país, aunque sí varios intentos, hasta el breve golpe del 2002 en contra de Hugo Chávez, donde Chávez fue arrestado y Pedro Carmona fue proclamado presidente.
En 2017, en el contexto de una crisis institucional, el Tribunal Supremo de Justicia (TSJ) emitió la sentencia 156 contra la Asamblea Nacional, de mayoría opositora al gobierno de Nicolás Maduro; Luisa Ortega Díaz, fiscal general de la nación, y Julio Borges, presidente de la AN, denunciaron un autogolpe de Estado por parte de Maduro.  La revista The Economist considera actualmente a Venezuela como un país autoritario.
La democracia en Venezuela es un tema de amplio debate y tiene sus antecedentes históricos y geográficos en la Gran Colombia, nación creada tras la independencia de Venezuela del Imperio español (una monarquía). 

## Antecedentes

### Primera República

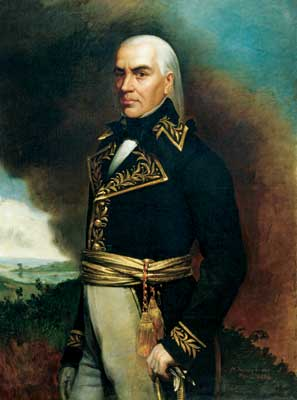
La concepción de la democracia de Francisco de Miranda, fundador de la Primera República de Venezuela, se basaba en tres principios: igualdad de derechos, orden y buenas leyes.

Según Reyes Matheus, la concepción de la democracia de Francisco de Miranda se basaba en tres principios: igualdad de derechos, orden y buenas leyes.
En 1811 se instaló una asamblea constituyente en el país, donde se reformó el Estado. La historiadora Alejandra Martínez Cánchica escribe: «Para la Primera República venezolana, entre los años 11 y 12, los patriotas republicanos en Venezuela aún sentían cierto resquemor hacia un sistema político centralizado que pudiese derivar en despotismo absolutista, por ello en la Constitución Federal de 1811, elaboraron una serie de trabas al poder Ejecutivo mediante un triunvirato que se alternara en el poder».
Según Mijares y Martínez Cánchica: «Sin embargo, la instauración de la dictadura y el otorgamiento de poderes especiales al Generalísimo fue una acción desesperada y tardía, debido a las desavenencias entre el Ejecutivo y el Legislativo y en la adopción del sistema federal, lo que llevó a la pérdida de Puerto Cabello, capitulación y posterior encarcelamiento de Miranda».

### Segunda y Tercera República

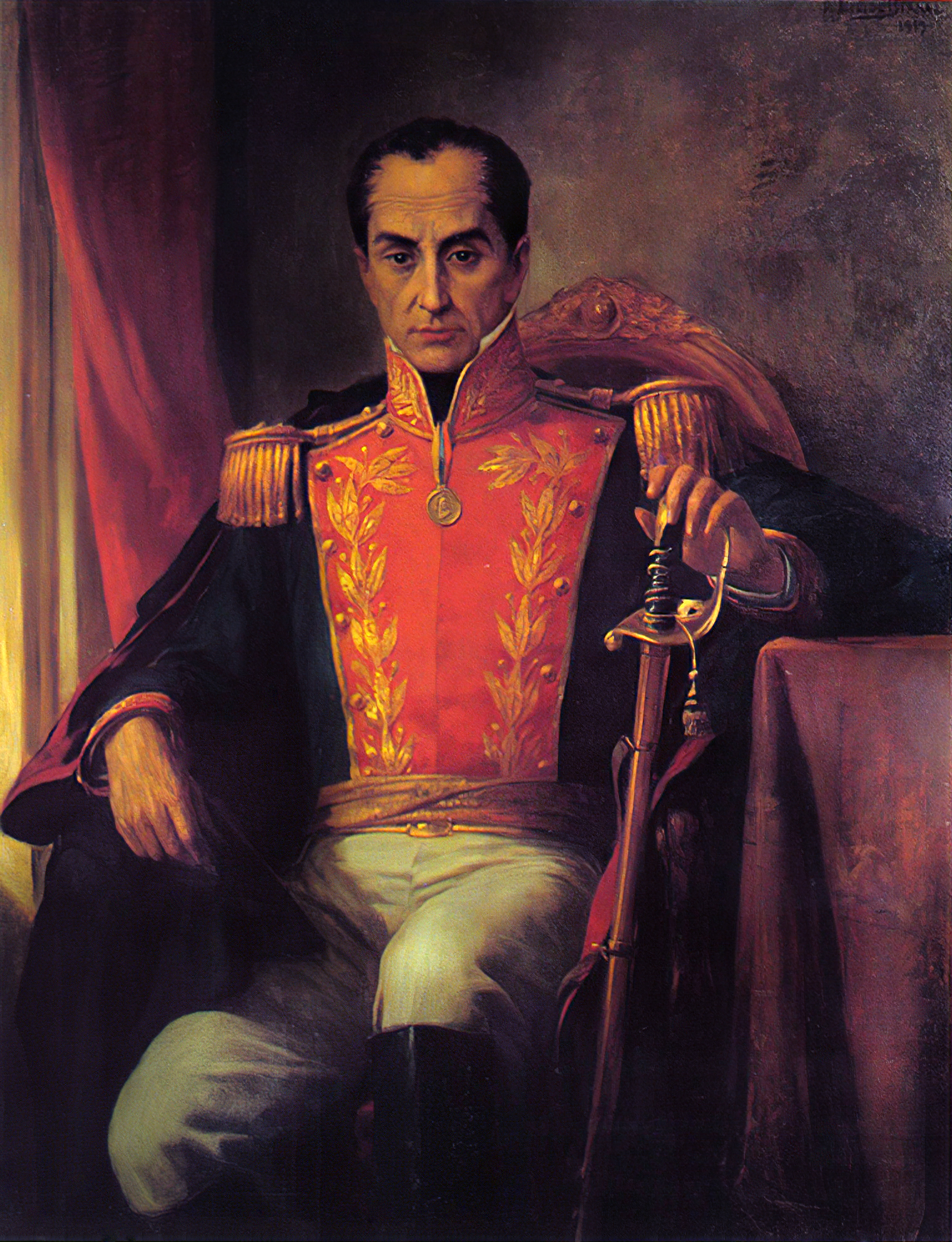
Simón Bolívar fundó la Gran Colombia bajo los preceptos de la democracia.

Simón Bolívar dijo: «Sólo la democracia es susceptible de una absoluta libertad». Bolívar fue dictador de la Segunda República de Venezuela entre 1813 y 1814, durante la Segunda República de Venezuela. En su carta de Jamaica (1815) Bolívar planteó el establecimiento de un:

...gobierno como el inglés, con la diferencia de que, a cambio de un rey, tendrá un Poder Ejecutivo electivo y vitalicio, y un senado hereditario.

### Gran Colombia
Tras la constitución de la Tercera República, Simón Bolívar lideró la unión con Nueva Granada (actual Colombia) en la nación conocida históricamente con la Gran Colombia bajo la constitución de 1821, con Bolívar como presidente y Francisco de Paula Santander como vicepresidente bajo períodos de cuatro años, con derecho a reelección no continua. Posteriormente se sumaron las provincias de Panamá (actual Panamá), Quito y Guayaquil (actual Ecuador).
En 1828 se instaló la convención de Ocaña, una asamblea constituyente, donde se pretendía reformar la constitución, donde Santander obtuvo la mayoría de los delegados. Bolívar retiró a sus delegados, dejando el Congreso sin quórum, y ejecutando un autogolpe de Estado, donde se declaró Libertador Presidente y destituyó a Santander de su cargo como vicepresidente. La dictadura de Bolívar duró hasta 1830, cuando fue desterrado, renunciando poco después. Ese año instaló una asamblea constituyente a nivel nacional en Venezuela, donde se reformó el Estado profundamente.

## Historia

### SigloXIX
Según el historiador Tomás Straka, desde el inicio de la república se votó continuamente. Tras la separación de Venezuela de la Gran Colombia, el proyecto bolivariano de nación, José Antonio Páez fue el primero en ganar unas elecciones presidenciales, nombrado por el Congreso Nacional bajo sufragio indirecto, en 1831. José María Vargas fue el primer civil electo, también bajo elecciones indirectas, en 1835. 

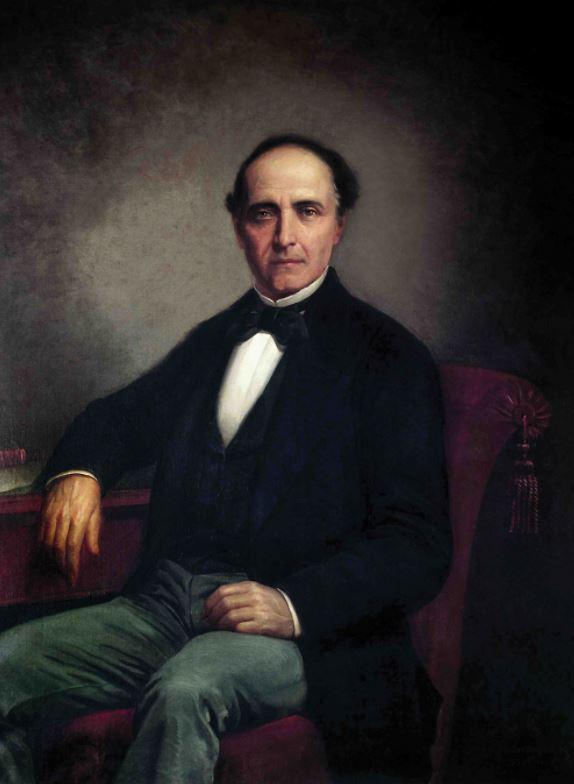
Manuel Felipe de Tovar fue el primer presidente electo por voto directo de la historia en 1860, durante la Guerra Federal.

Ese primer sistema democrático representativo fue interrumpido en diversas ocasiones por varias revoluciones, hasta las elecciones presidenciales de 1860, donde, en el contexto de la Guerra Federal, los hombres venezolanos eligieron directamente un presidente por primera vez en la historia, el escritor Manuel Felipe de Tovar. Tovar renunció y Pedro Gual asumió como presidente interino en 1861, mismo año en el que le dieron un golpe de Estado y Páez asumió el poder por última vez, hasta perder la guerra en 1863.
En 1864 se convocó a una Asamblea Nacional Constituyente, tras el fin de la guerra, convocándose otra en 1892. Las últimas elecciones libres del siglo XIX fueron en 1894.
Los partidos preponderantes en el siglo XIX fueron el Partido Conservador, el partido paecista, y el Partido Liberal, partido guzmancista, ambos con gobiernos democráticos y dictatoriales en distintos momentos, y que entraron en conflicto durante la Guerra Federal (1859-1863), ganada por los liberales.

### SigloXX
Según Straka, durante todo el siglo se votó. En 1900 el dictador Cipriano Castro convocó a una Asamblea Nacional Constituyente, que sancionó la constitución de 1901. Después de la muerte de Juan Vicente Gómez y el fin de su dictadura militar, se inició un proceso de transición a la democracia con la apertura política de Eleazar López Contreras. Según Straka, las elecciones entre 1900 y 1936 no pueden considerarse justas, siendo las primeras elecciones libres las de 1937, donde la oposición tuvo participación.
Isaías Medina Angarita legalizó los partidos políticos en 1941, siendo Acción Democrática (AD) el primero en fundarse. Durante su gobierno el Congreso le otorgó a las mujeres derecho a voto a nivel municipal.

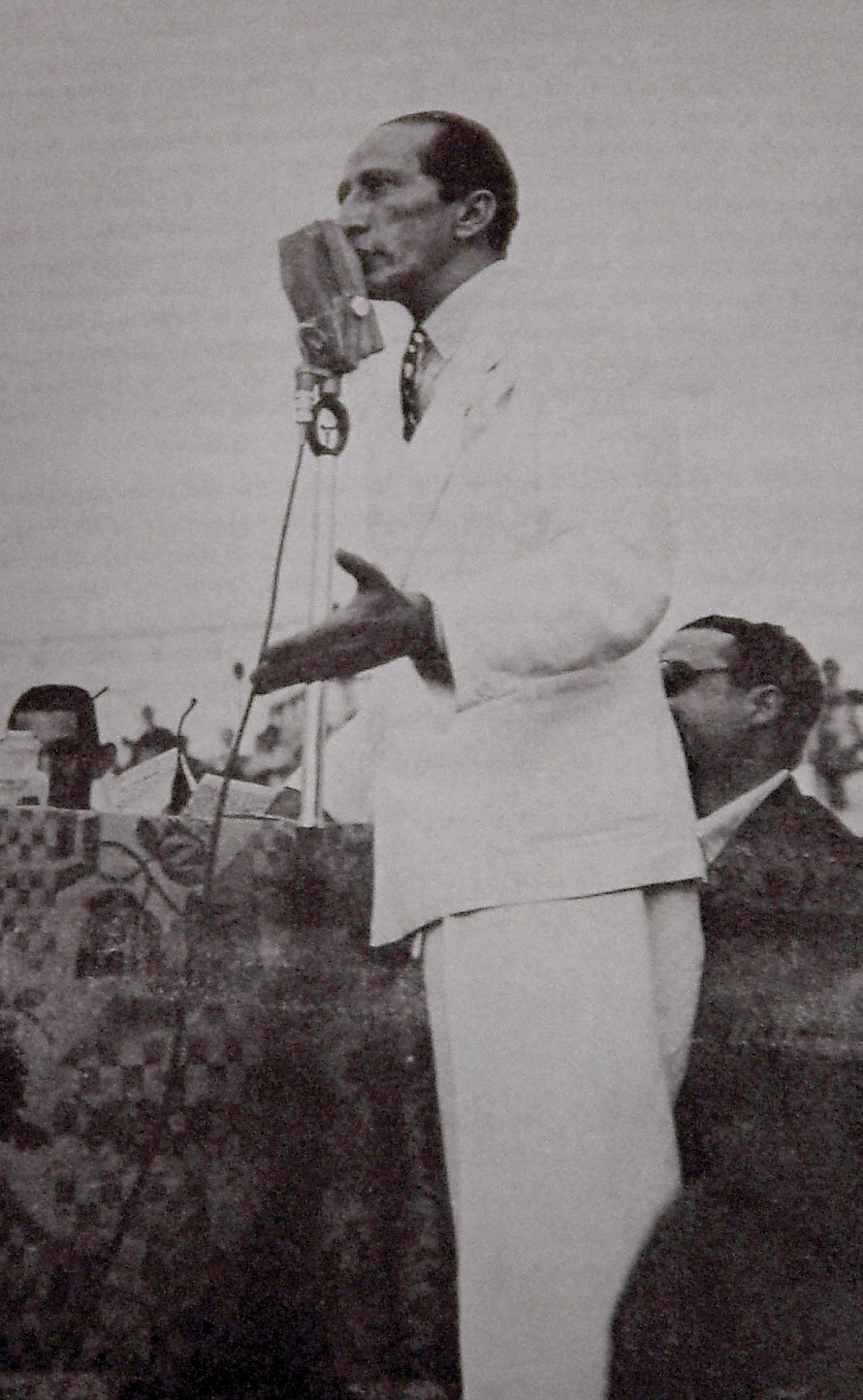
Andrés Eloy Blanco fue presidente de la Asamblea Nacional Constituyente de 1946 tras ganar las primeras elecciones consideradas limpias (según el Observatorio Electoral Venezolano).

En 1945 la oposición liderada por Rómulo Betancourt llegó a un acuerdo con el sucesor elegido de Medina, Diógenes Escalante, para legalizar el voto directo para las elecciones presidenciales, pero Escalante vio deteriorada su salud mental al regresar a Venezuela, por lo que fue descartado para la presidencia. Sin un aval gubernamental para la legalización del voto directo, el 13 de octubre de ese año, AD llamó a la abstención en las próximas elecciones presidenciales. Paralelo a eso y en secreto, la Unión Patriótica Militar (representada por Marcos Pérez Jiménez, Francisco Gutiérrez y Horacio López Conde) y los dirigentes de AD (representados por Betancourt y Raúl Leoni) conspiraron para llevar a cabo el golpe de Estado de 1945, donde los militares propusieron formar un gobierno presidido por Betancourt. López Contreras y Medina Angarita fueron expulsados del país.

La Junta Revolucionaria de Gobierno, presidida por Betancourt estuvo constituida por también por Raúl Leoni, Luis Beltrán Prieto Figueroa, Gonzalo Barrios, Edmundo Fernández, Valmore Rodríguez, Carlos D’Ascoli, Juan Pablo Pérez Alfonzo, Luis Lander, Eduardo Mendoza Goiticoa, Humberto García Arocha, Mario Vargas, Marcos Pérez Jiménez y Carlos Delgado Chalbaud. La Junta decretó plenas garantías para los partidos políticos en 1945, y convocó una Asamblea Nacional Constituyente al año siguiente; según el Observatorio Electoral Venezolano: «La prensa calificó la cita del 27 de octubre de 1946 como las primeras elecciones absolutamente limpias en la historia nacional, sin ningún incidente, con orden y tranquilidad». En dichas elecciones fueron electas por primera vez mujeres constituyentistas, siendo Ana Luisa Llovera electa como principal y otras once candidatas electas como suplentes. 

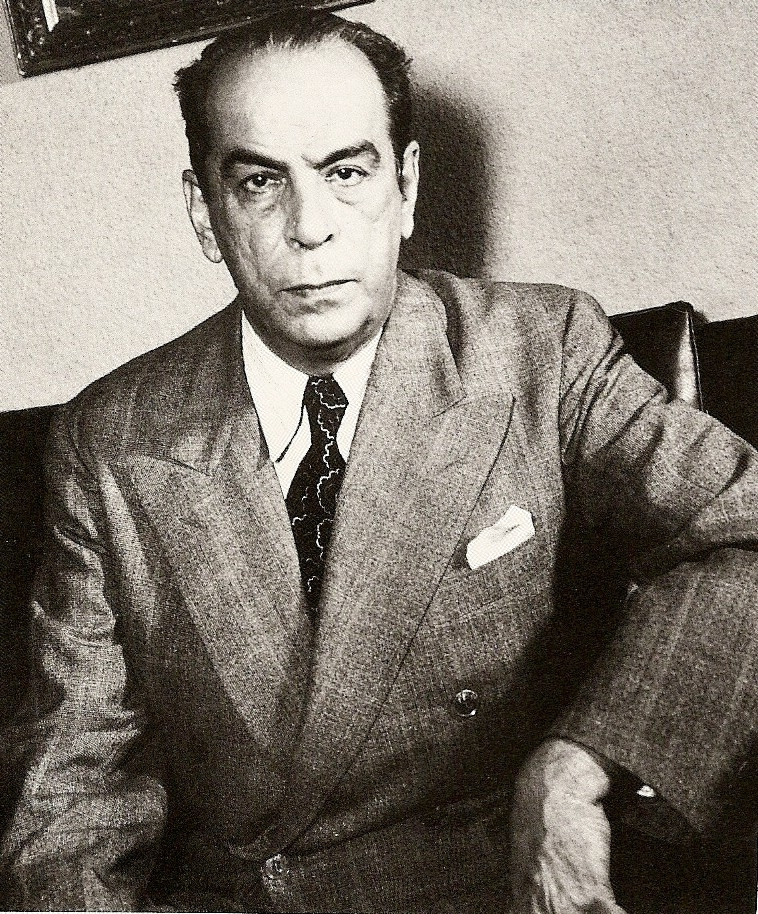
Rómulo Gallegos fue el primer presidente electo por voto directo de hombres y mujeres.

Tras la Constituyente, se sancionó una nueva constitución en 1947 donde se otorgó sufragio total femenino, y se realizaron las primeras elecciones presidenciales secretas y directas desde 1897, y las primeras bajo sufragio universal, donde resultó electo presidente el escritor Rómulo Gallegos, por AD. Los gobiernos de Betancourt y Gallegos fueron una considerados una democracia sectaria y la época sería conocida como el Trienio adeco, interrumpido por el golpe de Estado de 1948 liderado por los tenientes coroneles Marcos Pérez Jiménez y Carlos Delgado Chalbaud.
La Asamblea Nacional Constituyente de Venezuela de 1952 llevada a cabo por Pérez Jiménez fue fraudulenta, desconociendo los resultados de las elecciones y escribiendo una nueva constitución sancionada en 1953 con una validez de facto, pero no de iure. El dictador Pérez Jiménez fue derrocado en un golpe de Estado en 1958, yéndose al exilio para siempre.

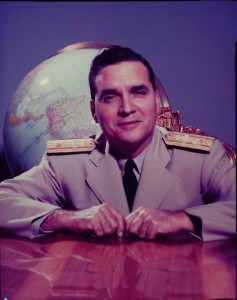
El presidente interino Wolfgang Larrazábal legalizó los partidos políticos de sus opositores de todo el espectro político tras años de dictadura perezjimenista en 1958.

En 1958 el gobierno interino de Wolfgang Larrazábal legalizó nuevamente los partidos políticos de todo el espectro político y permitió la realización de elecciones libres tras la caída de la dictadura de Pérez Jiménez, restaurándose la democracia, según el historiador Elías Pino Iturrieta. Resultó electo Rómulo Betancourt, quien organizó en 1961 desde el Congreso la reversión de la constitución perezjimenista, sancionando una nueva basada en la de 1947, e inhabilitó en 1962 al Partido Comunista de Venezuela (PCV) y al Movimiento de Izquierda Revolucionaria (MIR).

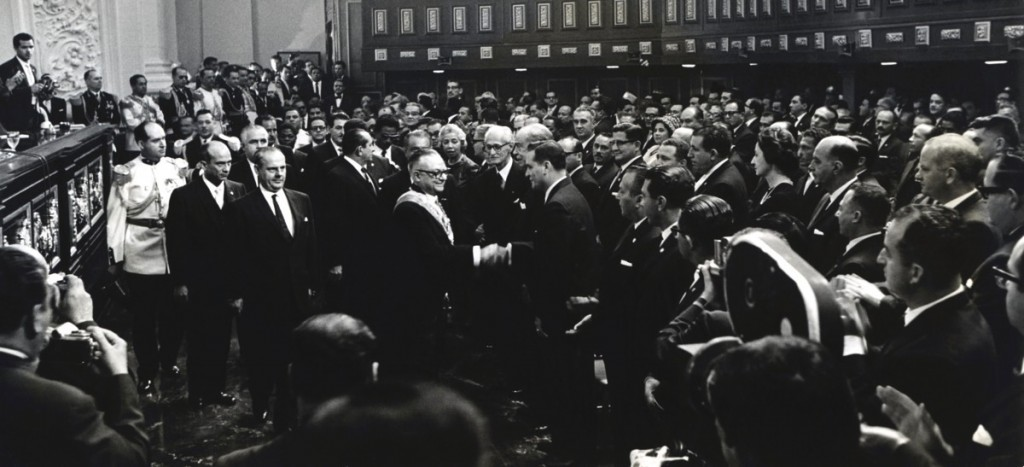
Toma de posesión de Rómulo Betancourt (1959). Fue el primer presidente elegido por voto directo en terminar su mandato.

En la primera presidencia de Rafael Caldera se llevó a cabo una política para incorporar a los participantes de los movimientos subversivos de izquierda surgidos durante la década de 1960 que dejaran las armas, tendencia comenzada por el gobierno de Raúl Leoni. En 1968 Dori Parra de Orellana fue la primera mujer en ser electa senadora, y en 1975 fue la primera nombrada gobernadora.
Para 1977, Venezuela era, junto a Colombia y Costa Rica, una de las tres únicas democracias en América Latina. Ismenia Villalba fue la primera candidata presidencial femenina de la historia en 1988 por el partido Unión Republicana Democrática.

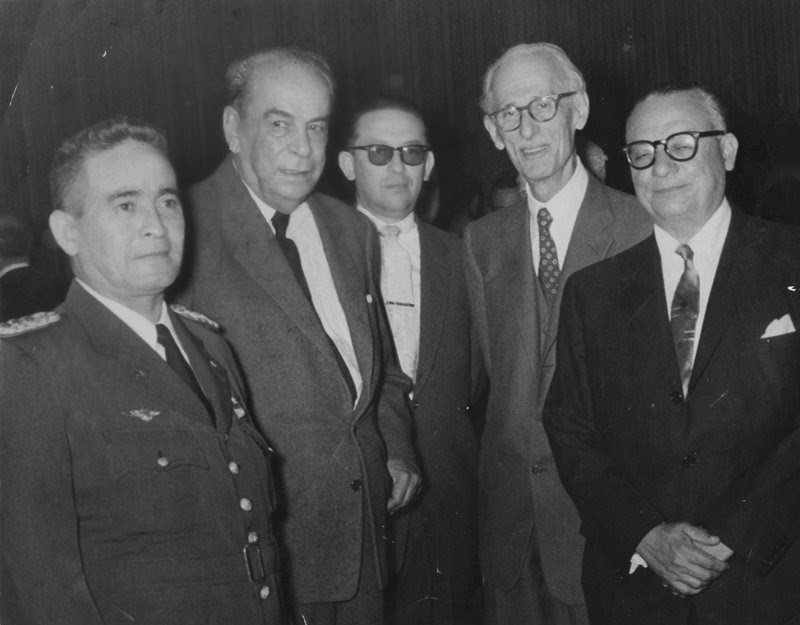
Los presidentes artífices de la democracia en el.

La democracia fue puesta a prueba cuando el deterioro socioeconómico y el descontento político de algunos sectores se vieron reflejados en dos intentos de golpe de Estado en la década de 1990, siendo el primero liderado por el teniente coronel Hugo Chávez.
En las elecciones generales de 1993 se anularon hasta 110.000 votos y dos de los cuatro partidos principales denunciaron fraude electoral, sobre todo en los resultados parlamentarios, incluyendo a Convergencia Nacional (del presidente Rafael Caldera), La Causa Radical y el Movimiento al Socialismo. Ese año Lolita Aniyar de Castro fue la primera mujer electa gobernadora, en Zulia, por el partido Movimiento al Socialismo (MAS).
Los partidos políticos principales en la segunda mitad del siglo XX fueron Acción Democrática (AD) y Comité de Organización Política Electoral Independiente (Copei). Dos mandatarios fueron juzgados y encarcelados en democracia durante el resto del siglo XX: un militar, Marcos Pérez Jiménez en 1963 (más de cuatro años) y un civil, Carlos Andrés Pérez en 1993 (más de dos años).

### SigloXXI
En 2002 las fuerzas militares le pidieron la renuncia a Hugo Chávez, arrestándolo y llevándolo al Fuerte Tiuna en el contexto del golpe de Estado de ese año, donde asumió Pedro Carmona y se promulgó el Acta de Constitución del Gobierno de Transición Democrática y Unidad Nacional que disolvió los poderes públicos nacionales y concentró todo el poder en su figura (lo que fue considerado «dictatorial» por el Consejo Latinoamericano de Ciencias Sociales) hasta que la Asamblea Nacional encabezada por Diosdado Cabello le devolvió la presidencia a Chávez.
En 2005 los principales partidos de la oposición al gobierno de Hugo Chávez llamaron a un boicot a las elecciones presidenciales de ese año, sin presentarse a elecciones, lo que le dio el control de la mayoría de la Asamblea Nacional a Chávez hasta 2010.

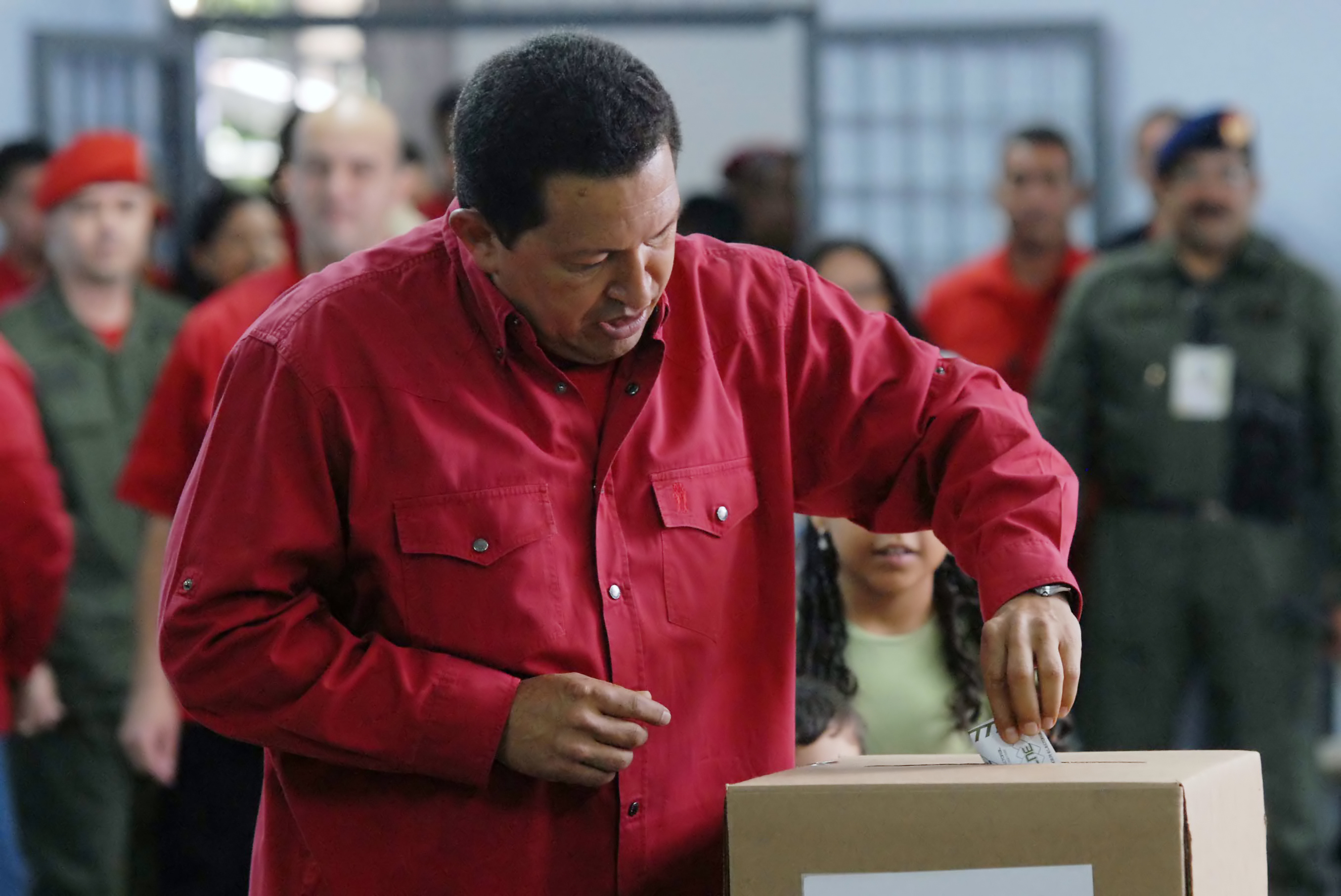
El presidente Hugo Chávez vota en 2007. Su gobierno se ha descrito como un régimen híbrido.

Índice de democracia de Venezuela en 2011. Venezuela califica como régimen híbrido.

En 2013, Nicolás Maduro, vicepresidente de Hugo Chávez, resultó electo por el Partido Socialista Unido de Venezuela (PSUV), por un porcentaje bajo y Henrique Capriles, candidato de la oposición al chavismo, denunció fraude electoral en las elecciones presidenciales de ese año, pidiendo auditorías.
En 2015 Tamara Adrián fue electa diputada por la Mesa de la Unidad Democrática, siendo la primera persona transgénero de América en ocupar dicho cargo, a partir de 2016. En esas elecciones, Rosmit Mantilla fue, a su vez, el primer político abiertamente gay en ganar un cargo en la Asamblea Nacional, como diputado suplente. Mantilla fue electo para el cargo mientras estaba en prisión tras haber participado en las protestas de 2014, siendo uno de los tres diputados presos electos ese año, junto con Renzo Prieto y Gilberto Sojo, y liberado en 2016. 
En enero de 2017 la Asamblea Nacional declaró al presidente Maduro en «abandono del cargo», una figura jurídica que implicaba nuevas elecciones en el país en los próximos treinta días. En marzo de 2017 el Tribunal Supremo de Justicia (TSJ) emitió la breve Sentencia 156. Dicha sentencia fue denominada «golpe de Estado» por Julio Borges, presidente de la Asamblea Nacional, «una ruptura del orden constitucional» por la fiscal general de la república, Luisa Ortega Díaz y una asunción de «las competencias legislativas» y las «competencias de control político» de la Asamblea, según Cecilia Sosa, expresidenta de la Corte Suprema de Justicia. Ese mismo año la Asamblea Nacional Constituyente (ANC), en la cual la oposición no participó por considerarla fraudulenta, se aprobó el Decreto 6323. En ambos se restringió el poder legislativo popular representado por la Asamblea Nacional y se lo atribuyó al TSJ (por poco tiempo) y a la ANC (hasta 2020, cuando hubo nuevas elecciones legislativas).

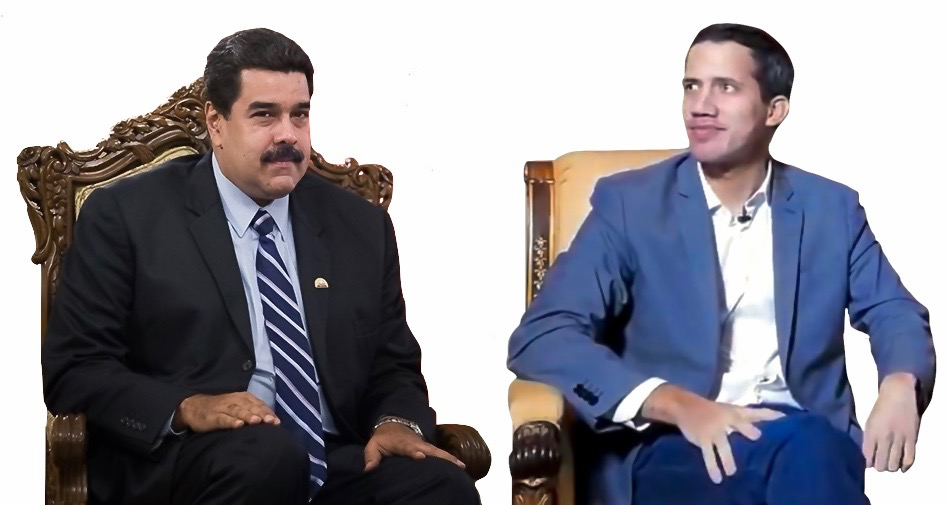
Nicolás Maduro y Juan Guaidó (presidente de la AN), tuvieron una disputa por la presidencia tras el intento de proceso de destitución a Maduro por la AN en 2017.

Durante el siglo XXI eligieron gobernadoras por primera vez en su historia los estados: Delta Amacuro y Monagas (Yelitza Santaella en 2000 y 2017, respectivamente), Portuguesa (Antonia Muñoz en 2000), Falcón (Stella Lugo en 2008), Cojedes (Erika Farías en 2012), Lara (Carmen Meléndez en 2017) y Táchira (Laidy Gómez en 2017).
En el contexto de la crisis institucional iniciada el año anterior, en 2018 los principales partidos de la oposición al gobierno de Maduro llamaron a un boicot a las elecciones presidenciales de ese año, con la excepción de Henri Falcón, quien sí se lanzó, tras lo cual resultó electo Nicolás Maduro, con una abstención del 68% de los electores. En 2020 la oposición repitió la estrategia en las elecciones parlamentarias de ese año, lo que se tradujo en el control de la Asamblea Nacional para el Partido Socialista Unido de Venezuela (PSUV) con el 31% de los votos. En ambos casos el mensaje llamó la atención de la comunidad internacional y fue entendido como una protesta.
En 2021 el CNE anuló el resultado de las elecciones regionales en Barinas tras la elección por un margen de 1% de Freddy Superlano, un candidato opositor al gobierno de Maduro, convocando a elecciones nuevamente, con Superlano inhabilitado.
Para 2023 y durante el gobierno de Nicolás Maduro, 1441 personas estaban inhabilitadas para ejercer cargos políticos en Venezuela, entre esos, tres de los líderes opositores al gobierno de Maduro: el exgobernador y candidato presidencial Henrique Capriles, el exalcalde Leopoldo López y la exdiputada María Corina Machado. Tras las elecciones primarias de la oposición, que eligieron a Machado, ésta se hallaba inhabilitada, por lo que designó a la historiadora y filósofa Corina Yoris como sustituta para las elecciones presidenciales de 2024, quien no pudo ser inscrita en la página web del CNE sin aparente explicación. En dichas elecciones, la oposición liderada por María Corina Machado denunció fraude electoral hacia Edmundo González tras los resultados del CNE que daban como ganador a Nicolás Maduro.

## Presidentes y expresidentes detenidos y/o condenados a prisión
| Retrato | Nombre                 | Estatus en ese momento              | Año de aprisionamiento | Razón                                                                             |
| ------- | ---------------------- | ----------------------------------- | ---------------------- | --------------------------------------------------------------------------------- |
|         | José María Vargas      | Presidente (1835–1836)              | 1835                   | Derrocado. Puesto bajo arresto domiciliario durante la Revolución de las Reformas |
|         | José Antonio Páez      | Presidente (1830–1835)              | 1849                   | Prisionero de guerra                                                              |
|         | José Gregorio Monagas  | Presidente (1851–1855)              | 1858                   | Revolución de Marzo                                                               |
|         | Julián Castro          | Presidente (1858–1859)              | 1859                   | Derrocado                                                                         |
|         | Isaías Medina Angarita | Presidente (1941–1945)              | 1945                   | Derrocado                                                                         |
|         | Rómulo Gallegos        | Presidente (1948)                   | 1948                   | Derrocado                                                                         |
|         | Marcos Pérez Jiménez   | Expresidente (1953–1958)            | 1963                   | Preso por corrupción                                                              |
|         | Carlos Andrés Pérez    | Expresidente (1974–1979, 1989–1993) | 1996                   | Arresto domiciliario por corrupción                                               |
|         | Hugo Chávez            | Presidente (1999–2002, 2002–2013)   | 2002                   | Golpe de Estado                                                                   |

## Análisis

### Democracia en los gobiernos de Francisco de Miranda
Sobre la dictadura de Francisco de Miranda, Alejandra Martínez Cánchica, de la Universidad Francisco Marroquín, escribeː «Este diseño (el triunvirato establecido en la Primera República) probaría ser fatal, ya que para el momento en que la existencia de la república peligró con la toma de Puerto Cabello por el general español Domingo de Monteverde, Francisco de Miranda no tuvo más opción que recurrir a la figura de la dictadura en un intento desesperado y tardío por salvar la república».

### Democracia en los gobiernos de Simón Bolívar
Sobre las contradicciones democráticas de Bolívar, el escritor José Félix Díaz Bermúdez analiza: «Las "dictaduras" de Bolívar fueron relativas y circunstanciales, no destruyó la permanencia de las instituciones, no desoyó la voluntad popular, no desconoció la ley, no se perpetuó en el poder. Por la dictadura de Bolívar, el Perú se salvó de sus enemigos y fue libre. Por la dictadura de Bolívar, se evitó la prematura destrucción de Colombia y el insólito caos del militarismo contra la sociedad. Nada más esclarecedor que su devolución del poder al pueblo».

### Democracia en el gobierno de Hugo Chávez

Índice de democracia de Venezuela en 2008, por The Economist. Venezuela calificaba como un régimen híbrido.

En 2008 Venezuela fue clasificada como la nación menos democrática de América del Sur en el Índice de democracia de la Unidad de Inteligencia de The Economist. Ese mismo año Freedom House eliminó a Venezuela de su lista de países que tienen una democracia representativa. La revista consideró el gobierno de Chávez como un régimen híbrido. Autores como los profesores Javier Corrales y Manuel Hidalgo consideraron que el tercer gobierno de Chávez fue un régimen híbrido desde 2009 hasta su final en 2013.

Índice de democracia de 2017. Desde ese año Venezuela califica como un país con un régimen autoritario.

### Democracia en el gobierno de Nicolás Maduro
Desde el 2017 la revista The Economist considera el gobierno de Maduro como autoritario. Para la publicación del índice de democracia de la revista en 2022, Venezuela se ubicó en el lugar 147 de entre 167 países, obteniendo la calificación de régimen autoritario.